# 隻眼獣ミツヨシ
『隻眼獣ミツヨシ』（せきがんじゅうミツヨシ）は、上山徹郎による漫画。2002年から2005年まで『月刊コミック電撃大王』（メディアワークス）において連載された。単行本は3巻。2005年12月発行分で同誌連載は終了した。約3年後の2008年12月に『JC.COM』（集英社）へ移籍、『ミツヨシ完結編』として再開された。

## 概要
前作『LAMPO-THE HYPERSONIC BOY-』完結後、上山が自主的に作成した70頁ほどの絵コンテに端を発する。複数の編集者に提示した結果、『月刊コミック電撃大王』での連載が決定し、2002年4月号よりスタートした。上山の作風は本来、萌え雑誌の同誌のテイストとは大きく異なるタイプであるが、掲載誌を意識してか、本作の主要人物はすべて女性となっている（ただしいわゆる萌えの概念に該当するとは言い切れない）。一読してわかる通り、登場人物の名前は江戸時代初期の実在の人物に由来し、変則的ながらいわゆる「柳生もの」の一作品と呼べる。
硬質な画風とストーリー展開は、決して同誌読者に評価されたとは言い難いが、休載を挟みつつも3年間の長期連載となった。単行本発刊の際には大幅な修正（ただし内容ではなく作画レベル）が行われ、その作業に専念するためか、その時は雑誌も休載となった。
2005年12月発行の『電撃大王』誌（2006年2月号）において連載は未完のまま終了した。「続きは書き下ろしを加えて単行本にて」と告知されるが、続刊である第3巻は2年後の2007年10月まで刊行されなかった。さらに連載最後の2話が収録されず、宙に浮いた形となっていた。

### ミツヨシ完結編
それからさらに1年、連載終了から3年後の2008年12月、集英社より新創刊の『JC.COM』誌において『ミツヨシ完結編』として連載を再開した。創刊号では単行本未収録の2話がまとめて掲載され、次号より新規連載となった。

## あらすじ

### 第1巻
江土城の若君にして次期将軍、祠千代は水練のため城を抜け出した際に謎の女剣士ミツヨシに出会う。ミツヨシは祠千代に水泳を教えている最中、ミツヨシの家来にあたる戦術暗鬼豹牙の戦闘に巻き込まれる。相手は真田虫幽士、筧獣象と名乗る妖怪だった。虫幽士とは3年前、江土城に火を放ち幼い若君たちの命を奪った妖怪であり、ミツヨシが探し続けていた宿敵であった。隻眼を開いたミツヨシは圧倒的な武力で獣象を撃破、祠千代は江土城へ無事に帰還する。
祠千代の証言で江土城はミツヨシの噂で持ちきりとなるが、妹の柳生朱膳胸冬は関心を持とうとしない。かつて柳生心陰流御指南役を務めていたミツヨシこと柳生柔兵衛密厳は三年前の大火が元で心陰流を破門され、既に縁を切ったというのだ。しかし逸刀流師範、小野慈狼右衛門唯常に長姉密厳と次姉僚矩がいなくなったおかげで胸冬は心陰流御指南役になれたのだと挑発される。一方胸冬らの父、柳生但縞守棟矩は獣象の死骸を将軍らに報告し、目前に迫った「御奉納の儀」を順延するよう進言するが、妖怪の存在を信じない老中らに却下される。密厳は密かに江土城へ侵入、父と妹に再会するが職務へ復帰することは拒み、虫幽士を探しに行く。
祠千代は再び城を抜け出し、密厳に弟子入りを志願するが拒まれる。しかし祠千代の純な気持ちを感じた密厳は、祠千代にひと時の自由を満喫させる。どうして水練に励むのか尋ねる密厳に、祠千代は船乗りになりたい、海の向こうの遠い世界を観てみたいという夢を語る。
祠千代と別れた密厳は虫幽士の一人、由利咬顎助に遭遇する。隻眼を開いて凶暴化した密厳は秘剣焼鍼を以って咬顎助を惨殺、虫幽士の正体について知る。虫幽士は真田の残党ではなく体内に虫を宿した妖怪であり、御奉納の儀に合わせて江土へ向かっているというのだ。血塗れになった密厳の元へ、豹牙と同じく戦術暗鬼の隼に連れられた祠千代がやって来るが「俺みたいになるな」と言い残し、密厳は去る。

### 第2巻
剣術の稽古に励む祠千代だが、唯常と胸冬の確執に困惑する。そんな中で御奉納の儀は始まる。豹牙と共に城外にいた密厳は気配を察して立ち上がる。目の前には虫幽士海野六螻がいた。城内では祠千代の舞踏が始まったが、虫幽士望月肋牢、三好尉扠、三好錆塊の襲撃を受ける。密厳は優勢に戦いを進めるが、海野は逃走する。胸冬は尉扠、唯常は錆塊と刃を交え、胸冬は一撃を見舞うものの苦戦を強いられる。尉扠は胸冬に隻眼を開くよう挑発するが、救援に駆けつけた棟矩に抑止される。錆塊は戦術暗鬼を撃破し圧倒的な戦いぶりを披露するが、「時間切れ」で退却する。祠千代は望月に攫われた。
密厳は退却途上の尉扠に出会い、戦闘をはじめる。尉扠は奥義を用いるが、胸冬に受けたダメージが元で密厳に敗れる。祠千代は監禁された先で虫幽士最強の戦士、猿飛殺助に会う。

### 第3巻
胸冬は豹牙と、唯常は隼と調査に出て、霧隠が放った霞衣という忍法で味方に同士討ちが起きたことを確認する。祠千代は殺助に虫幽士の目的は将軍家と関係を結ぶことであると聞かされて弄ばれるが、そこへ胸冬と豹牙が駆けつけ、虫幽士穴山蟲介も現れる。胸冬は穴山に苦戦を強いられるが密厳が登場、穴山を圧倒する。密厳は胸冬に祠千代を託し殺助に挑む。胸冬はその場を離れようとするが、穴山に襲われる。
一方望月は虫幽士しか知らない水路の中で、次席老中本多長棲に会う。唯常と隼は霞衣に操られた味方を倒し、現れた三好錆塊と対峙する。錆塊は望月の上げた合図で退却しようとするが、唯常は構わず打ち合いに臨む。
最強の剣士密厳に不死身の虫幽士殺助を始め、胸冬と豹牙に穴山、唯常と隼に錆塊の戦いはそれぞれ死力を尽くした乱戦となる。血戦の結果、殺助に一刀を浴びせ力尽きた密厳だが、望月の合図で穴山と殺助、錆塊は立ち去った。豹牙は密厳に生きていることを語りかける。

### ミツヨシ完結編
密厳は再び修練に励むが、隻眼が開かなくなった。刀匠に折れた刀の修繕を依頼し、自身の剣には覚悟が足りず欲や未練などの混ぜものが多かったと話す。しかし刀匠は剣とは混ぜものの塊であり、それが強さであると説いた。
殺助は密厳が体内に打ち込んだ刀の破片に苦しんでいたが、望月と共に江土城へ向かう。城内では幕僚会議で棟矩が今回の事件による被害を報告し、警備の強化を進言する。会議の後、本多は棟矩に会ってほしい人物がいると言い、望月と殺助に引き合わせる。
豹牙の持参した花油を入れた湯に癒される密厳。豹牙の元へ、謎の人物を連れた暗鬼が現れた。

## 登場人物
柳生柔兵衛密厳（やぎゅうじゅうべえみつよし）
柳生三姉妹の長女。かつて柳生心陰流師範として勇名を馳せた、当代一流の女剣士。三年前の大火で主君の若君を失い、復讐を誓って出奔する。モデルは柳生十兵衛三巌。
祠千代（まつちよ）
江土城大火によって次期将軍候補が暗殺されたため、親戚筋から迎えられた新たなお世継ぎ。本人は将軍になるよりは船乗りになって海へ行きたいと思っている。剣術の筋は良く、密厳にあこがれている。モデルは徳川家光。
豹牙（ひょうが）
柳生家と契約を交わし、その守護に当たる「暗鬼」の一員。暗鬼のうちでただ一人密厳と行動を共にする。よく落ち込む。
隼（しゅん）、仔竜（しりゅう）、鴪亀（いっき）
暗鬼の一員。柳生本家に仕えており、放蕩の令嬢（と彼らは考えている）密厳を蔑んでいる。鴪亀は錆塊に倒された。
柳生朱膳胸冬（やぎゅうしゅぜんむねふゆ）
柳生三姉妹の三女で現在の心陰流師範。剣術の腕は密厳に劣るが、それは心根の優しさにも原因がある。唯常に蔑まれている。モデルは柳生主膳宗冬。
柳生但縞守棟矩（やぎゅうたじまのかみむねのり）
柳生三姉妹の父。戦乱の時代は終わったことを悟り、隻眼を自ら封じて政治活動に身を投じた。絶縁しながらも密厳の身を案じ、その力を高く評価している。モデルは柳生但馬守宗矩。
柳生業部僚矩（やぎゅうぎょうぶとものり）
柳生三姉妹の次女。剣術の腕は胸冬以上だったが三年前の江土城放火の際、虫幽士三好尉扠が放った忍法伊賦夜坂で相討ちに果てたという。モデルは柳生刑部友矩。
小野慈狼右衛門唯常（おのじろうえもんただつね）
逸刀流剣術師範。柳生心陰流を三流の剣法と見做し、逸刀流こそ最強の剣術であると信じている。剣の腕が劣るのに心陰流師範の地位にいる胸冬を軽んじている。モデルは小野派一刀流の小野次郎衛門忠常。
夜寒郎（やさぶろう）
三年前の大火の後に江土城に仕官した侍女。普段は祀千代に仕えているが、よく城外へ逃がしてしまう。虫幽士とも関わりがある。

### 虫幽士（ぢゅうゆうし）
三年前に江土城に火を放った集団で、体内に虫を飼い、その虫の意のままに動く妖怪。虫には序列があり、より強大な虫には絶対に逆らえないと言う。かつての戦乱の時期は真田幸斑が最も大きな虫を飼っており、主導者だった。現在は望月と霧隠が率いている。
モデルは真田十勇士。※の後はモデル名。
筧獣象（かけいじゅうぞう）※筧十蔵
江土城大火の際に若君を殺害した実行犯の一人。紙芝居屋に擬態して江土に侵入しているところを豹牙に見破られ、恐竜型の正体を顕現した。密厳の隻眼の威力に敗れた。得意技は火炎球を放射する「忍法爆丸」。
由利咬顎助（ゆりかまのすけ）※由利鎌之助
金魚売の女に擬態していた。密厳に出会い、自分から魚型の正体を顕現する。密厳の秘剣焼鍼に敗れた。得意技は可燃性の高い自身の幼魚で攻撃する「忍法篝船」。
望月肋牢（もちづきろくろう）※望月六郎
殺助、海野らと江土城へ忍び込み、祠千代を誘拐する。人間の女の姿をしており、外部との政治交渉や虫幽士のまとめ役を担っている。得意技は繊維質を自在に操る「忍法葬帷子」。
霧隠苛臓（きりがくれさいぞう）※霧隠才蔵
剣士の精神を錯乱させる「忍法霞衣」で江土城の防衛を崩した。霧の化身で実体を持たず、夜寒郎に憑依した形で登場する。胸冬の「秘剣心道」により倒される。
三好尉扠（みよしいさ）※三好伊三入道
肋牢に攫われた祀千代を助けようとした胸冬に立ちはだかった。細身の男の姿をしており、表情はプロテクター様のものに覆われているためうかがえない。極めて高度な剣法で胸冬らを苦しめる。逃走途中に密厳に会い、胸冬に受けたダメージが元で敗れた。得意技は江土城大火の際に僚矩と相打ちに果てたと言う、動作速度を神速の領域に高める「忍法伊賦夜坂」。なお僚矩との一戦で死んだはずだが、今回の乱のために黄泉がえったという。
三好錆塊（みよしせいかい）※三好清海入道
尉扠と共に現れ、唯常の前に立ちはだかった。筋肉質の男の姿をしているが、表情は尉扠と同様にうかがえない。鴪亀を一撃で撃破するなど、戦斧の様な武具で圧倒的な戦闘力を誇る。身体能力をさらに向上させる「忍法五百引」で音速を越える速度で剣を振り、それにより発生する衝撃波で攻撃する。唯常に敗れた後、殺助に体内の虫を奪われ死亡。
海野六螻（うんのろくろう）※海野六郎
江土城侵入の際、足止めのために密厳の前に現れる。人型ではあるが外観が昆虫のような姿をしている。密厳にいいようにあしらわれてしまうが、逃走する。なお言葉は発しない。
根津神鉢（ねづじんぱち）※根津甚八
虫を飼う一族にして祠千代の実の母。すでに死亡しており作中には登場しない。
穴山蠱介（あなやまこすけ）※穴山小介
祀千代救出に駆けつけた胸冬と豹牙に襲い掛かる。甲殻類のような姿をしている。防御力に非常に優れており、胸冬の秘剣焼鍼、豹牙の忍法爆竹を受けるが死ななかったようである。なお言葉は発しない。
猿飛殺助（さるとびさすけ）※猿飛佐助
虫幽士最凶の剣士。攫ってきた祠千代を嬲り者にしようとするなど子供じみた性格をしており、バナナが大好物。人間の女の姿をしており、口調は何故か大阪弁である。相手のダメージで自身の硬度を練成する「忍法仙丹」で不死身と化しており、眼光を一点に集中して攻撃する「忍法火眼金晴」とそれを広範囲化する「忍法八卦炉」で密厳を苦しめた。なお髪を解くと密厳とよく似た姿になる。

## キーワード
隻眼（せきがん）
戦国最高を謳われた柳生心陰流を修了した者のみに表れる変異で、別名を「真実を射抜く瞳」と呼ばれる超感覚。剣士に求められる全感覚を、超人的水準に高めるという奥義である。そのあまりにも強大な力のため、修得者は普段は眼帯などで封印している。密厳、棟矩は右眼に、僚矩、胸冬は左眼に発現しているが胸冬は周囲の反対もあって封印を解いたことがない。
暗鬼（あんき）
元は山間に住む狩人の一族で、現在は柳生家と契約を交わし仕えている。任務によって「戦術暗鬼」と「工作暗鬼」がいるらしい。戦闘能力は虫幽士や剣術指南ほど高くない。豹牙、隼、仔竜、鴪亀がおり、名前は聖闘士星矢のキャラクター名を借用している。「電撃大王」連載最終頁に新たな暗鬼（らしい人物だが仔竜にも見える）が登場した。表向きその存在は秘密ということになっている。
御奉納の儀（ごほうのうのぎ）
幕府の創立者であり、神君と呼ばれる家瘠（いえやす）の偉業を讃え、歌や踊りを霊前に供える儀式。時期は不明ながら年に一度行われているようである。城中を上げての大イベントであり、大勢の名士が江土に集まる。
江土城大火（えどじょうたいか）
三年前に起きた事件。突如発生した大火は城内西の丸を焼き尽くし、将軍位継承者の蝶丸（ちょうまる）と梟千代（たけちよ）の命を奪うなど甚大な被害を与えた。なお事件の真相は虫幽士による放火であり、暗殺である。この事件で密厳は失踪、僚矩は死亡したとされている。その後幕府は一年以上をかけ復旧に努め、親戚筋から新たな継承者として祠千代を迎えた。

## LAMPO-THE HYPERSONIC BOY-との関連
本作と作者の前作『LAMPO-THE HYPERSONIC BOY-』（小学館発行『月刊コロコロコミック』および『別冊コロコロコミック』にて1996年から1999年まで連載）には、関連性をうかがわせる描写がある。
ミツヨシの存在
『隻眼獣ミツヨシ』の主人公は柳生柔兵衛密厳であるが、同名のキャラクターが前作にも（名前のみ）登場する。前作において彼女は本作同様の剣術師範としてその名を刻んでいる。また同様にトモノリとムネフユと呼ばれる人物が『LAMPO』に名前のみ登場する。『隻眼獣ミツヨシ』は江土と呼ばれる都市を舞台としたストーリーであり、時代背景は日本の江戸時代を髣髴させる。一方『LAMPO』は近未来を想起させ、もし両作品が同一世界内での物語であれば『隻眼獣ミツヨシ』は『LAMPO』の前史に当たる作品となる。
ただし『隻眼獣ミツヨシ』自体が現在未完の作品であり、作者もそうした設定について正式なコメントを発していないため、真相は不明である。

## 単行本
- 上山徹郎『隻眼獣ミツヨシ』メディアワークス〈電撃コミックスEX〉
  1. ISBN 4-84-022342-4
  2. ISBN 4-84-022794-2
  3. ISBN 4-84-024045-0
- 上山徹郎『ミツヨシ完結編』集英社〈愛蔵版コミックス〉
  - 上 ISBN 978-4-08-782258-8
  - 下 ISBN 978-4-08-782341-7